# Museo Arqueológico de Almyrós
El Museo Arqueológico de Almyrós es un museo de Grecia ubicado en un edificio de estilo neoclásico de la localidad de Almyrós, perteneciente a la región de Tesalia. En 2011, el museo pasó a denominarse oficialmente «Museo Arqueológico Giannopoulos», en honor de Nikolaos Giannopoulos, fundador de la sociedad promotora del museo.

## Historia del museo
Un primer proyecto para la erección del museo arqueológico en Almyrós fue iniciado en 1910 pero, tras diversos trabajos realizados por la sociedad filantrópica «Otris», la construcción quedó paralizada y solo se pudo reanudar tras una recaudación de nuevos fondos. Así, el edificio quedó terminado en 1930. La Segunda Guerra Mundial y dos terremotos que tuvieron lugar en 1955 y 1956 produjeron graves daños en el edificio por lo que tuvo que pasar por un proceso de reparación de los daños entre 1956 y 1958. En 1960, el museo pasó a ser propiedad del Estado, que decidió la realización de nuevas reparaciones, al considerar insuficientes las realizadas con anterioridad, que concluyeron en 1969. En 1976 quedó organizada la primera exposición de antigüedades en él, pero otros movimientos sísmicos acaecidos en 1980 volvieron a provocar daños en el edificio por lo que las antigüedades y los fondos de la biblioteca se trasladaron el Museo Arqueológico de Volos. 
Tras estos eventos, el edificio iba a ser demolido pero su designación en 1986 como monumento histórico produjo que se iniciaran trabajos de restauración en el mismo, que concluyeron en 1996. En 1998 el museo volvió a abrirse al público.

## Colecciones
El museo contiene una colección de objetos arqueológicos procedentes de la antigua región de Acaya Ftiótide desde tiempos prehistóricos y una biblioteca.   

### Objetos arqueológicos
Una de las salas se dedica a exponer la historia de la antigua ciudad de Tebas de Ftiótide y se estructura en diversas secciones. Una de ellas, dedicada a la vida pública, explica la evolución del antiguo teatro y de los santuarios de Atenea Polias y de Asclepio. Otra subsección está dedicada a la planificación urbanística y la estructura de las casas desde el periodo helenístico hasta la época romana y una última sección se dedica a los usos y monumentos funerarios entre la época arcaica y la época romana.   
Otra de las salas expone restos de otra ciudad que se identifica con Halo, una ciudad que fue refundada en el periodo helenístico aunque su origen es mucho más antiguo. Incluye hallazgos del periodo helenístico sobre la vida cotidiana de sus habitantes, como cerámica, monedas, herramientas y objetos destinados al culto.  
Otra sala expone una serie de hallazgos desde el periodo neolítico hasta la época romana procedentes de diversas excavaciones del área y de adquisiciones realizadas por la sociedad «Otris». Entre ellos destacan los hallazgos de la Edad del Bronce medio del yacimiento de Kastraki, los de Zerelia y los de la necrópolis de Vulokalivas, pertenecientes a una época comprendida entre el periodo protogeométrico y la época arcaica, donde se practicaba la incineración como uso funerario.
Por otra parte, en el jardín del museo se exhiben diversas estelas funerarias y elementos arquitectónicos de templos bizantinos.

### Biblioteca
La biblioteca perteneció originalmente a la Sociedad «Otris» y fue donada por esta al museo. Contiene libros de historia, filología, medicina, derecho, enciclopedias, diccionarios, manuscritos antiguos, archivos de periódicos y catálogos de hallazgos antiguos.